# Antogny-le-Tillac
Antogny-le-Tillac là một xã trong tỉnh Indre-et-Loire thuộc vùng Centre-Val de Loire ở miền trung nước Pháp. Theo điều tra dân số năm 2006 của INSEE có dân số 520 người. Xã nằm ở khu vực có độ cao từ 37-123 mét trên mực nước biển. Xã có diện tích 17,31 km2.